# Riga
Riga (lettisk: Rīga ( Udtale ?, letgallisk: Reiga, livisk: Rīgõ) er hovedstaden i Letland. Byen ligger i Rigabugten ved Østersøen og har 605.273(2024) indbyggere. Det er den største by i de baltiske stater. Letlands nationalforsamling Saeima, samt regering og præsident har også sæde i byen.
Floden Daugava går gennem byen, som har tre hoveddele: Den gamle bydel, centrum på østbredden og Pardaugava på vestbredden. I den gamle bydel og centrum ligger mange bygninger i Art Nouveau-stil, og den gamle bydel rummer tillige mange bygninger fra middelalderen. Byen er relativt flad, og over tagene rager spirene på de mange kirker, samt det 368,5 meter høje tv-tårn, der er den højeste konstruktion i byen og det tredjehøjeste tårn i Europa.
Forstæderne er domineret af brede gader og boligblokke fra sovjettiden.

## Historie
Ifølge en lokal legende blev udgifterne til grundlæggelsen af Riga dækket af det efterladte guld fra Store Kristaps, der var en mand, der levede af at bære folk over floden. En nat hørte han barnegråd på den modsatte bred og bar barnet over floden. Det var kun ved at bruge alle sine kræfter, at han kunne bære barnet over. Da han vågnede næste morgen, var barnet væk, og i dets sted stod en kiste med guld. Da Kristaps døde, blev dette guld brugt til at bygge Riga.
Den historisk dokumenterede grundlæggelse af byen regnes dog til år 1201, da den fik byprivilegier af ærkebiskop Albert von Buxthövden, som flyttede dertil fra Ikšķile. Tyske købmænd etablerede dog Riga allerede i 1158 som et handelssted i nærheden af lokale stammer. I 1200-tallet blev byen hovedstad i Livland, som tilhørte den Tyske Orden, et rige med flydende grænser som strakte sig over store dele af Baltikum og senere Preussen. En tyskkulturel tilknytning har præget Rigas historie i et længere tidsrum, og tysk var byens eneste officielle sprog frem til 1891.
Riga med sine befæstninger blev base for tyske fremstød mod de baltiske stammer. I løbet af 1200-tallet øgedes handelen, og byen blev et af de vigtigste knudepunkter mellem øst og vest.
Fra 1289 var byen med i det mægtige Hanseforbund. Hanseforbundets beskyttelse og handel gav Riga et solidt økonomisk fundament frem til slutningen af 1300-tallet, da Hanseforbundets mange konkurrenter svækkede forbundets indflydelse.
I 1500-tallet på Martin Luthers tid blev området protestantisk. Efter en periode som fri by (1561-1581) under det tysk-romerske rige kom Riga under den polsk-litauiske realunions kontrol. Mellem 1621 og 1710 tilhørte den Sverige og var i denne tid den største by i det svenske rige. Derefter kom den under russisk styre. Efter Den Store Nordiske Krig voksede Riga til en ledende havneby og senere industriby inden for det russiske rige. I starten af 1900-tallet havde Riga en befolkning på ca. 280.000 og var den næststørste by i det russiske imperium (efter Sankt Petersborg). Af befolkningen var halvdelen baltiske tyskere, en femtedel letter, en femtedel russere og en tiendedel jøder.
I perioden 1914–1920 blev byen hårdt ramt af 1. verdenskrig, da den lå tæt på frontlinjen. Udover ødelæggelserne blev 500 fabrikker og 200.000 personer bestående af arbejdere og deres familier evakueret til mere centrale dele af det russiske rige.
Senere fulgte den russiske revolution og den deraf følgende borgerkrig. 18. december 1918 blev Letland erklæret som en suveræn stat, og Riga blev dens hovedstad. Efter selvstændighedserklæringen fulgte den Lettiske krig for uafhængighed (1918-1920). Både byen og landet generelt var stærkt præget af krigenes ødelæggelser, men i løbet af 1920'erne genopbyggedes Riga til at blive et center for handel, uddannelse og kultur.
Dette varede frem til 2. verdenskrig, da Sovjetunionen under Josef Stalin invaderede Letland og igangsatte massedeportationer af både lettere og tyskere og en brutal russificering af landet. I krigens løb blev russerne kastet ud af landet af tyske styrker, som også deporterede Rigas betydelige jødiske befolkning. Mod slutningen af krigen erobrede Sovjetunionen landet på ny, og Riga blev hovedstad i den Lettiske Socialistiske Republik, ind til Sovjetunionen gik i opløsning 45 år senere. I mellemtiden forsøgte man at kolonisere landet med russere, mens mange letter blev deporteret til Sibirien, og der bor derfor i dag (2006) ca. 42 % russere i byen, mod ca. 9 % før krigen.
De økonomiske reformer fra midten af 1980'erne ledet af Mikhail Gorbatjov kendt som perestrojka, førte til, at mange sovjetiske republikker, inklusive Letland fik deres selvstændighed, og den 21. august 1991 blev Riga atter hovedstad i et selvstændigt Letland. Efter selvstændigheden blev mange kommunistiske gadenavne og monumenter fjernet. Under denne periode mistede mange russere og ukrainere deres lettiske statsborgerskab og flygtede ud af landet. Dette førte til, at letter i 2006 med 43 % igen blev den største befolkningsgruppe.
Fra 2004 førte ankomsten af lavprisluftfartsselskaber til billigere flytransport fra andre europæiske byer som London og Berlin. Dette medførte en kraftig forøgelse af antallet af turister.

### Byvåben
Byens våben (se infoboksen øverst) blev godkendt d. 31. oktober 1925 og fornyet i 1988. Det viser en åben port og to tårne, som symboliserer byens uafhængighed. Over porten er to korslagte sorte nøgler, som henviser til paven, og over nøglerne er et gyldent kors og en gylden krone, som symboliserer underdanighed overfor biskoppen. Den store version af våbnet holdes af to gyldne løver, der symboliserer rigaboernes styrke.

## Geografi
Riga ligger på en flad og sandet kystslette ved Rigabugten, der er opstået efter afslutningen af den sidste istid for ca. 11.000 år siden. Sletten der ligger 1–10 m over havet er præget af en mængde søer og floder, hvoraf den vigtigste er Daugavafloden, som flyder gennem Riga fra syd til nord og deler den på midten. Riga ligger ca. 10 km fra flodens udmunding i Rigabugten.
Arealet på 307 km²; er fordelt på 67 km² boligområder (22 %), 54 km² industriområder (17 %), 25 km² veje og gader (8 %), 58 km² parker (19 %) og 49 km² vand (16 %). Floden løber gennem byen, og i den sydligste del af den gamle bydel kan man spadsere langs dennes bred.

### Klima
Riga har et maritimt og tempereret klima, hvor vintrene dog kan være ekstremt kolde grundet den nordlige placering. De koldeste måneder er januar og februar, hvor gennemsnitstemperaturen ligger på -6 °C, men hvor temperaturen fra tid til anden kan komme helt ned på minus 25 grader. Da byen er beliggende relativt tæt på havet, kan der i efteråret forekomme en del regn og dis. Snedækket kan forblive op til 80 dage. Somrene er til gengæld varme i Riga med en gennemsnitstemperatur på 16 °C, og hvor den højeste måling er 36 °C.
| Vejr for Riga                                         | Vejr for Riga | Vejr for Riga | Vejr for Riga | Vejr for Riga | Vejr for Riga | Vejr for Riga | Vejr for Riga | Vejr for Riga | Vejr for Riga | Vejr for Riga | Vejr for Riga | Vejr for Riga | Vejr for Riga |
|                                                       | Jan           | Feb           | Mar           | Apr           | Maj           | Jun           | Jul           | Aug           | Sep           | Okt           | Nov           | Dec           | År            |
| ----------------------------------------------------- | ------------- | ------------- | ------------- | ------------- | ------------- | ------------- | ------------- | ------------- | ------------- | ------------- | ------------- | ------------- | ------------- |
| Gennemsnitlig maks °C                                 | −2,3          | −1,7          | 2,7           | 9,8           | 16,2          | 20,1          | 21,7          | 21            | 16,3          | 10,4          | 3,9           | 0,3           | 9,9           |
| Gennemsnitlig °C                                      | −4,6          | −4,1          | −0,4          | 5             | 11,3          | 15,4          | 16,8          | 16,1          | 11,9          | 7,3           | 2             | −2,2          | 6,2           |
| Gennemsnitlig min °C                                  | −7,8          | −7,6          | −4,7          | 1             | 5,9           | 10            | 12,3          | 11,8          | 8             | 4             | −0,5          | −4,4          | 2,3           |
| Gennemsnitlig nedbør mm                               | 34            | 27            | 28            | 41            | 44            | 63            | 85            | 73            | 75            | 60            | 57            | 46            | 53            |
| Kilde (11.11.2008): World Weather Information Service |               |               |               |               |               |               |               |               |               |               |               |               |               |

### Miljøforhold
Som mange andre europæiske byer har Riga problemer med forurening. Forureningsproblemet tog sin begyndelse med industrialiseringen og den kraftige befolkningsvækst i slutningen af det 19. århundrede og begyndelsen af det 20. århundrede. I 1960'erne blev problemet forøget da der skete en kraftig forøgelse af udledningen fra industrien grundet Sovjetunionens ønske om øget industrialisering. Efter selvstændigheden i 1991 blev afsætningsmulighederne for landbrug og industri dårlige og der skete en kraftig nedgang i deres aktiviteter. Dette medførte en midlertidig forbedring af miljøet i og omkring Riga.
I dag har bystyret og landet sat ind på flere fronter for at forbedre især luft- og vandkvaliteten. Luftkvaliteten er søgt forbedret af Letlands kommunale luftkontrolafdeling og dette er også lykkedes. Luftkvaliteten er dog ikke helt god nok og især om vinteren er der for meget svovldioxid som kommer fra energiproduktion. Vandkvaliteten i floden, Rigabugten og søerne er forbedret markant efter kloakkerne i Riga er blevet forbedret, bl.a. med støtte fra de skandinaviske lande og Tyskland. Den forbedrede vandsituation har bl.a. medført at flere af strandene langs Rigabugten har fået det blå flag.
Bystyret har ligeledes søgt at forbedre miljøet ved at etablere et grønt bælte med skov omkring Riga, på samme måde som London og flere andre britiske byer. Formålet med bæltet er både at beboerne skal have rekreationsmuligheder og at byens negative påvirkning på miljøet skal minimeres.

## Demografi
Riga er den befolkningsrigeste by i Baltikum med 605.273(2024) indbyggere. På baggrund af data fra 2006 udgøres befolkningen af 43 % etniske letter og 42 % etniske russere. Dertil kommer 4 % hviderussere, 4 % ukrainere, 2 % polakker, 1 % jøder og 4 %, der tilhører andre befolkningsgrupper. Den meget store minoritet af russere kan ikke ses i gadebilledet, da alle skilte og offentlige opslag er på lettisk (russiske skilte i det offentlige rum tolereres ikke). Næsten al reklame formidles også på lettisk. Der er nogle spændinger mellem befolkningsgrupperne, men de fører sjældent til voldelige episoder.
Af indbyggerne er 55,4 % kvinder og 44,6 % mænd. Riga distriktet har den ældste befolkning i Letland, idet gennemsnitsalderen var 41,7 år i 2006.

### Indbyggerudviklingen
Riga var en storby med påvirkning udover det nærmeste område fra det 17. århundrede til starten af det 20. århundrede, hvor den først var den største by i det svenske rige og dernæst den næststørste by i det russiske rige. Indbyggertallet var støt stigende frem til 1. verdenskrig. I årene fra 1913 til 1920 skete en drastisk tilbagegang i indbyggertallet, hvilket skyldes begivenheder under 1. verdenskrig, hvorunder bl.a. 200.000 indbyggere blev evakueret til Centralrusland bl.a. til brug i den russiske krigsøkonomi. Igen i perioden 1930 til 1945 ses et fald i indbyggertallet, hvilket her skyldtes deportationer og dødsfald i forbindelse med 2. verdenskrig. Disse befolkningstilbagegange kom byen sig aldrig over og byens betydning blev mindre. Ved Sovjetunionens sammenbrud var der omkring 15 byer der var større.
Indbyggertallet toppede i 1990 med 909.000 indbyggere. Siden da er indbyggertallet faldet kraftigt, og det falder stadig, så tallet pr. 2008 var 717.000. Tilbagegangen skyldes blandt andet udvandringen af russere, hviderussere og ukrainere efter uafhængigheden, da disse og deres børn født før 1991 ikke automatisk fik statsborgerskab i det uafhængige Letland. Desuden har der været en del emigration af alle befolkningsgrupper til især Storbritannien og Irland i de senere år. Tilbagegangen skyldes også til dels en lav fødselsrate. Fødselsraten i Riga var i 2006 10,3 pr. 1.000 indbyggere og dødsraten 14,0 pr. 1.000 indbyggere. Hvis ikke den nuværende udvikling vender, vil byens befolkningstal i 2050 være halveret.
Her vises en liste over udviklingen i antal indbyggere i Riga fra 1767 til 2008.
| År   | Indbyggere[kilde mangler] |
| ---- | ------------------------- |
| 1767 | 19.500                    |
| 1800 | 29.500                    |
| 1840 | 60.000                    |
| 1867 | 102.590                   |
| 1881 | 169.329                   |
| 1897 | 255.879                   |
| 1913 | 472.068                   |
| 1920 | 185.100                   |
| 1930 | 377.900                   |
| 1940 | 353.800                   |

| År   | Indbyggere |
| ---- | ---------- |
| 1941 | 335.200    |
| 1945 | 228.200    |
| 1950 | 482.300    |
| 1955 | 566.900    |
| 1959 | 580.400    |
| 1965 | 665.200    |
| 1970 | 731.800    |
| 1975 | 795.600    |
| 1979 | 835.500    |
| 1987 | 900.300    |

| År   | Indbyggere |
| ---- | ---------- |
| 1990 | 909.135    |
| 1991 | 900.455    |
| 1992 | 889.741    |
| 1993 | 863.657    |
| 1994 | 843.552    |
| 1995 | 824.988    |
| 1996 | 810.172    |
| 1997 | 797.947    |
| 1998 | 786.612    |
| 1999 | 776.008    |

| År   | Indbyggere    |
| ---- | ------------- |
| 2000 | 764.329       |
| 2001 | 756.627       |
| 2002 | 747.157       |
| 2003 | 739.232       |
| 2004 | 735.241       |
| 2005 | 731.762       |
| 2006 | 727.578       |
| 2007 | 722.485       |
| 2008 | 717.371       |
| 2021 | 605.273(2024) |

### Indbyggere efter sprog og nationalitet
Sammensætningen af Rigas befolkning fordelt på modersmål eller nationalitet vises i nedenstående tabel for årene 1867 til 2006.
2006 udgøres befolkningen af 43 % etniske letter og 42 % etniske russere. Dertil kommer 4 % hviderussere, 4 % ukrainere, 2 % polakker, 1 % jøder og 4 % der tilhører andre befolkningsgrupper
| Sprog*          | 1867           | 1881           | 1897            | 1913            | 1935 | 1939 | 1959    | 1970    | 1989 | 2000    | 2006    |
| --------------- | -------------- | -------------- | --------------- | --------------- | ---- | ---- | ------- | ------- | ---- | ------- | ------- |
| Tysk            | 43.980 (42,9%) | 66.775 (39,4%) | 65.332 (25,5%)  | 78.656 (16,7%)  | 12%  | ...  | ...     | ...     | ...  | ...     | ...     |
| Lettisk         | 24.199 (23,6%) | 49.974 (29,5%) | 106.541 (41,6%) | 187.135 (39,6%) | 63%  | 64%  | 45%     | 40%     | 36%  | 41%     | 43%     |
| Russisk         | 25.772 (25,1%) | 31.976 (18,9%) | 43.338 (16,9%)  | 99.985 (21,2%)  | 9%   | ...  | 45%     | 41%     | 47%  | 44%     | 42%     |
| Jiddisch/jødisk | 5.254 ( 5,1%)  | 14.222 ( 8,4%) | 16.521 ( 6,5%)  | 21.231 ( 4,5%)  | ...  | ...  | ...     | ...     | ...  | ...     | 1%      |
| Estisk          | 872 ( 0,9%)    | 1.565 ( 0,9%)  | 3.532 ( 1,4%)   | 6.721 ( 1,4%)   | ...  | ...  | ...     | ...     | ...  | ...     | ...     |
| Polsk           | ...            | ...            | 12.869 ( 5,0%)  | 35.621 ( 7,5%)  | ...  | ...  | ...     | ...     | ...  | ...     | 2%      |
| Litauisk        | ...            | ...            | 5.853 ( 2,3%)   | 25.824 ( 5,5%)  | ...  | ...  | ...     | ...     | ...  | ...     | ...     |
| Øvrige**        | 2.513 ( 2,4%)  | 4.048 ( 2,4%)  | 1.772 ( 0,7%)   | 16.895 ( 3,6%)  | 16%  | 36%  | 10%     | 19%     | 17%  | 15%     | 12%     |
| Ikke oplyst     | ...            | 769 ( 0,5%)    | 130 ( 0,1%)     | ...             | ...  | ...  | ...     | ...     | ...  | ...     | ...     |
| I alt           | 102.590 (100%) | 169.329 (100%) | 255.879 (100%)  | 472.068 (100%)  | ...  | ...  | 580.400 | 731.800 | ...  | 764.329 | 727.578 |

*Data for 1881-1913 er opgjort på samme måde, mens de øvrige data ikke er.
**Data inkluderer alle sprog/nationaliteter der ikke er data for
På trods af at befolkningen med russisk modersmål ikke udgjorde et flertal, blev russisk i 1891 det officielle sprog. Hidtil havde det officielle sprog været tysk, og også majoriteten af indbyggerne havde tysk som modersmål. I dag er russisk flertallets sprog i Riga men lettisk er det eneste officielle sprog i landet, men der undervises også i russisk og andre minoriteternes modersmål.

## Politik

### Byledelsen
Byen administreres af en borgmester (fra juli 2009 Nils Ušakovs), tre viceborgmestre og et byråd. Borgmesteren og viceborgmestrene vælges af byrådet blandt sine 60 delegerede.
Borgmesteren er byrådets ordfører under debatter og repræsentant overfor retsvæsenet og staten. Viceborgmestrene varetager borgmesterens opgaver hvis borgmesteren ikke er tilstede, samt leder de afdelinger af byens styre som de er ansvarlige for.
Byrådet er delt mellem forskellige partier og lister. Som noget særligt kan de delegerede danne fraktioner og dermed opnå fordele. En fraktion skal mindst bestå af tre delegerede. pr. 2008 er der tre fraktioner: Folkepartiet (9 delegerede), Latvijas Pirmā partija/Latvijas ceļš (8 delegerede) og Uafhængige delegerede (3 delegerede).
De delegerede vælges af indbyggerne i byen hvert 4. år, den anden søndag i marts. Hvert distrikt kan vælge fra 7 til 15 byrådsmedlemmer alt efter hvor mange indbyggere, der er i distriktet.
Byadministrationen ledes af en direktør (i 2005 Ēriks Škapars).
Riga har i dag en speciel økonomisk status i Letland som frihavn. Det betyder blandt andet gunstige skatteregler for selskaber, som opererer inden for frihavnszonen, ingen moms på de fleste varer og tjenester og ingen brændstofafgifter. Den eneste anden frihavn i landet er Ventspils, mens Rēzekne og Liepāja er specielle økonomiske zoner.

#### Byrådets historie
Byrådet i Riga har en lang historie. Det nævnes allerede i dokumenter fra 1210. De første spor af et byråd med formel magt stammer fra dokumenter fra 1225. I 1200-tallet styrede byrådet byen og virkede som lovgivende magt, og fra 1300-tallet overtog det desuden den dømmende magt. I begyndelsen af 1200-tallet var rådsmedlemmerne valgt for et år af gangen, men siden hen begyndte de at vælge deres egne efterfølgere, og til slut var stillingen som rådmand et livslangt virke. Byrådet repræsenterede den tyske overklasse.
Efter 1581, da rådet kom ind under Polen-Litauen, blev byrådets rettigheder indskrænket. I slutningen af 1500-tallet var byrådet også i klammeri med de mægtige lav om, hvordan byen skulle styres, noget som kulminerede i kalender-optøjerne i perioden 1584–1589. I begyndelsen af 1600-tallet blev byrådet støttet af svenskekongen (Riga var da under Sverige), og der kom uro på ny.
Riga faldt under det russiske zardømme i 1710 og blev en provins, og efter reformer i 1783 var det generalguvernøren, som styrede byen. Byrådet forsøgte med vekslende held at tilegne sig magt igen i årene, som fulgte, men først en russisk reform vedrørende byadministration i 1870 dannede grundlag for en udvidelse af byrådets indflydelse. I 1877 blev denne reform også implementeret i Riga. Byrådet blev nydannet sammen med byadministrationen, og en borgmester blev valgt. Dette system blev også brugt, da Letland blev selvstændigt første gang (1918–1940).
Under sovjetisk besættelse blev byen delt i seks zoner, og i hver zone blev et folkeråd indsat. Dette råd blev i teorien valgt af folket, men i praksis iværksattes der kun tiltag beordret af sovjetmyndighederne.

### Administrativ inddeling
Riga by består af seks administrative regioner, Kurzeme (mod nordvest), Zemgale (mod sydvest), Latgale (mod sydøst), Vidzeme (mod øst), samt Centrum og Nordlige distrikt i city og mod nord. De fire første er navngivet efter de lettiske regioner Kurland, Semgallen, Letgallen og Livland.
Riga er ligeledes inddelt i 47 bydele kaldet mikroregioner (lettisk: Mikrorajoni). Mikroregionen der dækker Rigas ældste bydel hedder Vecrīga.
| Region            | Indbyggere (2006) | Størrelse | Kortforklaring                    |
| ----------------- | ----------------- | --------- | --------------------------------- |
| Kurzeme           | 134.554           | 79 km²    | 1-9 (grøn)                        |
| Zemgale           | 108.000           | 41 km²    | 10-17 (gråblå)                    |
| Nordlige distrikt | 79.000            | 77 km²    | 18-25, 27-28, 31 (brun)           |
| Vidzeme           | 173.000           | 57 km²    | 26, 29-30, 35-37, 39-40 (mørkblå) |
| Centrum           | 26.466            | 3 km²     | 32-34 (rød)                       |
| Latgale           | 195.000           | 50 km²    | 38, 41-47 (oliven)                |

## Økonomi
Riga står for omtrent halvdelen af produktionen i Letland. Hovederhvervene er finansiel virksomhed, offentlige tjenester, mad og drikke, farmaceutisk industri, trælast, trykning og forlagsvirksomhed, tekstiler, møbler og telekommunikation. Mere end 50 % af de lettiske virksomheder er registreret i Riga-regionen. Næsten alle vigtige finansinstitutioner i Letland ligger i Riga, inklusive Letlands Nationalbank. Import- og eksportvirksomhed har altid været vigtig for byen og blev endda endnu mere betydningsfuld, da Letland blev indlemmet i EU 1. maj 2004. Den største fødevaremesse i Baltikum afholdes årligt i Riga.
Nogle af de største lettiske virksomheder som Laima, Aldaris og Rigas Miesnieks har deres hovedkontorer i Riga.
Letlands overgang til markedsøkonomi efter selvstændigheden medførte store ændringer for Riga. I 1991-92 blev ca. 90 % af de lokale virksomheder privatiseret. Denne privatisering inkluderede alle brancher lige fra det gamle GUM i den gamle bydel til små detailhandlere. Den officielle produktion er faldet siden 1989, men Riga er stadig det største industrielle center i Letland og Baltikum.
Siden overgangen til markedsøkonomi er andelen der er ansat i den offentlige sektor faldet, mens andelen i den private sektor er steget. Den store gruppe russere og andre, der ikke har lettisk statsborgerskab, er forhindret i at arbejde i det offentlige. Derfor er mange lettiske virksomheder ejet af russere.
Riga havn ligger i den nordlige del af Riga og er isfri 10 måneder om året. Den er en vigtig fragtskibshavn. Havnens kapacitet er (i 2005) 20 millioner ton om året. Frihavnen udvides for tiden, og den er medlem af IAPH, ESPO, BPO og Europe Cruise Organization. Udvidelsen kommer, da havnens transport forventes øget på grund af øget handel med Kina samt tidligere sovjetrepublikker.
En anden vigtig kilde til udenlandsk valuta er turismeindustrien. Antallet af turister faldt i de første år efter uafhængigheden, men er siden steget. Udover de turister der kommer for det billige øl og de utallige forlystelsesmuligheder satser bystyret også på at tiltrække konferencer og kongresser. Riga by besøges af lige over halvdelen af de turister, der kommer til Letland.

### Shopping
Butikkerne i Riga er spredt rundt omkring i byen. Centrum huser mange gamle butikker og mærkevarebutikker, mens de større shoppingcentre findes i forstæderne. Hovedhandelsgaden i centrum er Audeju, der også er hjemsted for byens ældste supermarked, Centrs.
Lidt syd for centrum findes Rigas centrale marked. Markedet blev oprindeligt etableret i 1201, samtidigt med etableringen af byen. I dag ligger markedet bag tog- og busstationen i fem gamle zeppelinerhangarer. Markedet fik sin nuværende placering i 1924-30 hvor hangarerne blev rejst. De giver i dag plads til et af Europas største markeder af sin slags.

## Uddannelse
En række akademiske institutioner hører hjemme i byen, herunder Letlands Universitet, som både er det ældste universitet i Letland (stiftet 1918) og det største med ca. 28.000 studerende. Derudover findes bl.a. Rigas tekniske universitet, Riga Stradiņš Universitetet og Stockholm School of Economics in Riga.
Udover de almindelige gymnasier har Det Nordiske Gymnasium (lettisk: Ziemelvalstu gymnazija) specialiseret sig i de nordiske sprog, så man kan vælge svensk, norsk eller dansk sammen med engelsk, som fremmedsprog. Der er 144 grundskoler i Riga (pr. 2006).

### Uddannelseshistorie
Rigas bybibliotek (Bibliotheca Rigensis) blev grundlagt i 1524 og her kunne lærde studere bøger, men ikke tage en formel uddannelse. Biblioteket startede med 5 bøger som blev overdraget fra borgmesteren til "offentlig brug". Siden er biblioteket vokset meget og har nu navnet Det lettiske akademiske bibliotek.
Den første højere uddannelsesinstitution i Riga var Rigas Polytekniske institut, som blev grundlagt i 1862. Institutionen var både Letlands og det Russiske Kejserriges første polytekniske institut. Inden da måtte folk fra Riga tage til andre byer for at få en højere uddannelse Tilknyttet institutionen var bl.a. Wilhelm Ostwald som fik Nobelprisen i kemi i 1909, Paul Walden, Piers Bohl og Friedrich Zander
Det Polytekniske institut blev restruktureret i 1919 og omdannet til det første klassiske universitet i landet under navnet Letlands Universitet. Mellem 1919 og 1940 var Letlands Universitet den største højere uddannelsesinstitution i Letland. Under anden verdenskrig flygtede mere end 60 % af underviserne på Letlands Universitet til vesten. Efter krigen udskiltes flere fakulteter fra universitetet og blev selvstændige som bl.a. Latvian University of Agriculture, Latvian Academy of Medicine og Riga Technical University. Ligeledes blev Rigas Polytekniske Institut genskabt i 1958. Under den sovjetiske tid var meget af den forskning der foregik i Riga med henblik på at tilgodese Sovjetunionen og ikke Letland.
I forbindelse med Sovjetunionens kollaps fra slutningen af 1980'erne fik uddannelsesinstitutionerne i Riga mere selvstændighed og de arbejdede bl.a. på at styrke de internationale kontakter.

## Infrastruktur

### Transport i Riga

#### Offentlig transport
Offentlige transportmidler drives af SIA Rīgas Satiksme og omfatter pr. 2006 64 buslinjer, 20 trolleybuslinjer, 11 sporvognslinjer samt minibusser. Minibusserne kører faste ruter, men ikke til faste tider, og stopper kun ved stoppestederne, hvis nogen vil af eller på. De er det hurtigste alternativ, men også det dyreste. De andre transportmidler følger ruteplaner og er billigere. I 2006 transporterede der samlet 287,4 mio. passagerer i de offentlige transportmidler, hvilket var en stigning på 5 % sammenlignet med 2005. Af disse betalte 55 % fuld pris, 34 % kørte til rabatpris og 10 % kørte gratis. Grunden til at så mange kørte gratis er at det er gratis for børn op til 7 år at benytte offentlig transport.
De første hestetrukne busser begyndte at køre i 1852, og i 1913 kørte de første elektriske busser. Ligeledes var de første sporvogne fra 1882 hestetrukne, men elektrificeringen af sporvognene begyndte dog allerede i 1901. Trolleybusserne begyndte at køre fast fra 4. november 1947.
Sovjetmyndighederne havde planer om en undergrundsbane i Riga, men miljøforkæmpere fik sat en stopper for planerne i 1986. Der er dog kommet nogle kort ud, som viser mulige ruter for linjerne. Kortene viser, at der skulle have været 3 linjer, der alle krydser centrum.

#### Privat transport
Den private transport i Riga udgøres primært af biler. I centrum er der dog også mange gående idet almindelig bilkørsel siden 1980'erne kun har været tilladt for beboere og for varelevering og derudover kræver en særlig tilladelse.
Antallet af biler pr. 1.000 indbyggere er fra 1997 til 2004 steget fra 175 til 306, og det forventes at stigningen fortsætter og vil være fordoblet i 2014. De to største grunde til trafikproblemerne i Riga er ifølge en rapport udarbejdet af byrådet, at mange arbejdspladser er lokaliseret i centrum, og at der er for få muligheder for at krydse Daugavafloden. I de senere år er der begyndt en udflytning af arbejdspladser til forstæderne, hvilket på langt sigt vil mindske problemet.
For at håndtere transportudfordringerne på lidt kortere sigt er der derudover planlagt to store byggeprojekter, som skal sikre en bro over Daugava og en nordlig omfartsvej. Broen over Daugava er døbt den Sydlige Bro, og første etape blev færdig i 2008. Hele broen forventes færdig i 2012. Den Sydlige Bro er for nuværende det største byggeprojekt i Baltikum i 20 år, og den vil hjælpe til at reducere trafikpropper og mængden af trafik i byens centrum. Den nordlige omfartsvej under navnet Riga Nordlige Transport Korridor, som er en motorvej der vil løbe nord om byen og bl.a. forbinde havnen med motorvejsnettet er planlagt til at starte i 2010. Også dette byggeri vil medføre at der er mindre trafik der vil passere igennem centrum af Riga. Dette projekt vil mindske den tunge trafik fra havnen og styrke den øst-vestlige transportkorridor.

### Transport til og fra Riga
Riga er et vigtigt knudepunkt for transporten i Letland. Byen har en stor havn, landets største lufthavn samt er udgangspunkt for hovedvejene i landet. Derudover er Riga endestation for den eneste motorvej i Letland som går fra Jūrmala. Generelt er trafikken både til og fra Riga øget betydeligt i de senere år og der er blevet investeret store beløb i forbedring af infrastrukturen.
Riga havn, der er isfri ti måneder om året, er den tredjestørste i Baltikum, efter Ventspils i Letland og Klaipėda i Litauen. Fra havnen er der forbindelse til bl.a. Helsinki, Stockholm, Kiel og Lübeck.
Riga er centrum for vej- og jernbanenettet i Letland. Vejnettet består af en række hovedveje, hvoraf E22 krydser Riga fra øst til vest, E77 fra nordøst til syd og E67 fra nord til syd. E77 er en del af motorringvejen omkring Riga, der samlet består af vejene A5 og A4. Byen har busforbindelser til det meste af Baltikum.
Med jernbane er det i praksis kun muligt at komme til Riga fra øst. Der er daglige afgange mod Moskva og Sankt Petersborg, samt afgange til Kyiv, Lviv, Vilnius, Tallinn og Odessa. Der er ligeledes lokaltog til Jurmala ved havet.
De fleste turister ankommer dog til byen via lufthavnen, der ligger 13 km sydvest for Rigas centrum. Fra lufthavnen er der forbindelse til bl.a. London, München, Frankfurt og Oslo. Lufthavnen havde i første halvår af 2008 ca. 1,6 mio. passagerer, hvilket er 17 % over første halvår 2007, hvor der samlet var 3,1 mio. passagerer for hele året. Antallet af passagerer i lufthavnen er blevet tidoblet fra 1993 til 2007 fra 310.000 til 3,1 mio. passagerer. Lufthavnen forventer at der i fremtiden vil være 5-6 mio. passagerer. Lufthavnen blev forskønnet og moderniseret i 2001 i forbindelse med 800-års byjubilæet. Lufthavnen har gode busforbindelser med offentlig trafik til og fra Rigas midtby.
Riga var under den kolde krig ligeledes hjemsted for to luftbaser: Rumbula Flyveplads og Spilve.

## Kultur
Riga fejrede i 2001 Europæisk Kulturmåned, som en mindre udgave af en Europæisk kulturhovedstad. Det var samtidig året hvor byen kunne fejre 800-års jubilæum og Letland 10 år som uafhængig. I forbindelse med disse begivenheder blev lufthavnen bl.a. renoveret for at forberede til den forventede stigning i turismen.
Riga var, sammen med Umeå i Sverige, Europæisk kulturhovedstad i 2014.
Letterne mener at Riga var stedet hvor det første juletræ i 1510 blev pyntet og sat indenfor.

### Musik og teater
Lettisk Sang og Dans Festival er den største musikfestival i Riga af de landsdækkende festivaler, hvor den seneste blev afholdt i 2008. Sangfestivalerne er blevet afholdt i Riga med uregelmæssige mellemrum siden 1873. Sangfestivalerne ses som en demonstration af lettisk uafhængighed og enhed og de spillede derfor en stor rolle i tiden op til afhængigheden i 1991. Der afholdes lignende festivaler i de øvrige baltiske lande.
Der afholdes også adskillige mindre musikfestivaler fx jazzfestivalen Riga Ritmi, Riga Music Festival (traditionelt musik), Bach Music Festival (musik af Johann Sebastian Bach), Riga Opera Festival (opera), Early Music Festival (traditionel og folk).
Allerede i det 16. og 17. århundrede havde Riga en veludviklet musikkultur. Men kulturen blomstrede først rigtigt i Riga i det 18. århundrede. Dette skete i forbindelse med, at Johann Gottfried von Herder, der var bosat i byen mellem 1764 og 1789, udgav en række lettiske folkesange i 1774, som var oversat til tysk, hvilket passede godt til den overvejende tyske befolkning. Herudover var Richard Wagner en årrække bosat i byen og fungerede da som leder på den opera, som var blevet opført for det tysk-baltiske borgerskab. En tysksproget teatergruppe opførte fra 1782 stykker i Riga, men den første lettisksprogede forestilling kom først i 1818. Den første lettisk organiserede forestilling kom dog først i 1868, da Rigas Lettiske Forening arrangerede en lettisk udgave af Jeppe på Bjerget af Ludvig Holberg.
I forbindelse med rekonstruktionen af Rigas centrum fra 1856, blev der afsat en plads til byens nye teater. Dette blev færdiggjort i 1863. Teatret blev også brugt til opera. I 1957-58 og igen i 1990-95 gennemgik bygningen større moderniseringer. Efter den seneste modernisering er der plads til 933 gæster. I 2001 blev der bygget et anneks med plads til teknisk og kunstnerisk personale samt en sal med plads til 300 gæster.

### Film og tv
Riga er centrum for filmproduktionen i Letland og huser en række produktionsselskaber og filmstudier og der afholdes hvert år en filmfestival, Riga International Film Festival (IFF). Derudover findes der et museum dedikeret til film, Riga Film Museum, der åbnede i 1988, samt en filmskole, The Riga School of Poetic Documentary Cinema.
En af de mest betydende og kendteste film produceret i Riga er Vai viegli būt jaunam? (Dansk: Er det nemt at være ung?) fra 1986, som skildrer en gruppe unge mennesker i slut 1980'erne. Filmen fik stor succes, både i Sovjetunionen og i udlandet.
Der er en række landsdækkende lettiske tv-kanaler, der alle sender fra Riga. De statsejede LTV1 og LTV7, og derudover en række private herunder LNT og TV3. Derudover sender TV 5 lokalt i Riga.

### Arkitektur
De vigtigste seværdigheder i Riga er knyttet til byens historie og specielt den gamle bydel er seværdig. Byens oprindelse fra middelalderen ses særlig tydeligt i arkitekturen med spor af gotisk og barok arkitektur. Fra en senere periode er der en stor mængde bygninger i Art Nouveaustil og centrum af byen regnes som den bedste samling af Art Nouveau-bygninger i Europa og står på UNESCOs Verdensarvsliste.
Udover Art Nouveau-bygninger er der blandt andet 24 lagerbygninger fra middelalderen i den gamle bydel, det mest kendte eksempel på middelalderarkitektur kaldes Tre brødre (Drīs brāļi). Den eneste tilbageværende byport kaldes Svenskeporten (Zviedru vārtis).
Centralt i den gamle bydel står domkirken påbegyndt i 1211. Gennem århundrederne er domkirken blevet bearbejdet og fremstår i dag som en blanding af romansk stil, renæssance, barok og klassisk arkitektur. Katedralens orgel med 6.768 piber er et af verdens største, især af de, der bruges jævnligt. Andre kirker er der mange af, men den mest kendte er St. Peter, som med sit 137 meter høje spir rager op over byen. Den mest fremtrædende russisk-ortodokse kirke bliver kaldt planetariet i folkemunde, eftersom sovjetmyndighederne brugte bygningen til dette formål under besættelsen.

### Museer og mindesmærker
Riga har omtrent 50 større og mindre museer. Et af de vigtigste er Letlands nationalhistoriske museum, som ligger i Riga Slot og viser Letlands historie fra istiden til i dag. Museet for Rigas Historie og Søfart ligger væg til væg med Domkirken og har historie tilbage fra 1700-tallet. Besættelsesmuseet ligger i den gamle bydel ved siden af Sorthovedernes Hus og er et eksempel på bastant, sovjetisk arkitektur. Der er en vis uenighed om, hvorvidt bygningen bør blive stående som den er, som et minde om besættelsestiden, eller om den bør rives ned og erstattes af en bygning, som passer mere til de historiske omgivelser. Krigsmuseet ligger i Krudttårnet nær den gamle bymur. Lidt uden for centrum ligger Rigas Motormuseum med blandt andet biler ejet af Stalin og Brezjnev. I den nordøstlige udkant af byen ligger Letlands Etnografiske Frilandsmuseum. Riga har også et stort nationalt kunstmuseum, Letlands Nationale Kunstmuseum, med fire afdelinger.
Blandt få tilbageværende minder fra sovjettiden kan man se mindesmærket over lettiske infanterister (strēlnieki) udenfor besættelsesmuseet, og en meget større skulptur som hædrer de faldne fra revolutionen i 1905 ved Daugavas højre bred.
Det mest kendte monument er Frihedsmonumentet, rejst som et symbol for lettisk frihed og uafhængighed i 1935. Det er en søjle med en kvindeskikkelse, som holder tre stjerner, symboler på de tre oprindelige landskaber i Letland. På forsiden er en inskription, "Tēvzemei un Brīvībai", oversat "for fædreland og frihed". Monumentet blev ikke revet ned under sovjettiden, men sovjetiske myndigheder oversatte betydningen til, at kvindeskikkelsen var moder Rusland, og de tre stjerner var de baltiske republikker.

### Fritid og parker
Riga har en række store parker og 19 % af byens overflade er dækket af parker, noget som i alt udgør over 54 km². En af de kendeste er Bastejkalnsparken med frihedsmonumentet som sammen med Riga kanal omslutter den ældte del af byen. Denne park er etableret hvor Rigas volde løb indtil 1860'erne. Derudover ligger bl.a. Esplanadeparken og Arkādijas park.
Riga er hjemsted for Baltikums eneste permanente cirkusbygning, Riga Cirkus. Bygningen er fra 1888 og kan huse 1.030 gæster. Derudover ligger Riga Zoo og en forlystelsespark i den nordvestlige del af byen i bydelen Mežaparks, som mest består af grønne områder.

#### Natteliv
Rigas natteliv udgår fra centrum, hvor der er en række klubber, barer og diskoteker. Det billige øl, en ikke så stram lovgivning mht. udeservering, larm og prostitution gør at der er et meget livligt natteliv. Nogle af stederne satser på at tilbyde faciliteter til polterabends og dette kan være generende for den almindelige turist og de lokale. Der er dog rigeligt af steder hvor man kan gå i byen, så selv den mest kræsne gæst kan finde et sted, der falder i hans smag.

### Sport
Riga har haft en stærk position inden for idræt, blandt andet blev det russiske zardømmes interne olympiade i 1914 og VM i ishockey 2006 afholdt i Riga.
Gamle idrætsklubber inkluderer Rigas skytteforening (stiftet 1859), Riga gymnastikklub (1862), Riga roklub (1872), Riga kejserlige sejlklub (1878) og Riga cykelforening (1886). Letlands sportsunion blev stiftet i Riga 6. marts 1921 og blev senere til Letlands forenede sportsforeninger, som repræsenterer landet internationalt, for eksempel ovenfor IOC. Under verdenskrigene var der ingen organiseret aktivitet i byen, og efter 1945 blev al organiseret idræt overtaget af de sovjetiske myndigheder.
Indtil 2006 var Skonto Stadion Rigas største sportsarena. Det stod færdig i 1996 og blev renoveret til Melodigrandprix i 2003. Det kan rumme 6.500 tilskuere og består af fire haller. Der arrangeres mesterskaber i fodbold, ishockey og andre sportsgrene på stadionet. Et større stadion, kaldet Arena Riga, åbnede i 2006 til VM i ishockey. Det kan rumme 12.500 tilskuere på et område på 58.000 m², hvoraf over 22.000 m² er dækket af tag.
Ishockey er Letlands nationalidræt, og af Rigas mange foreninger er foreningen HK Riga 2000 den mest fremtrædende og også en af de mest succesrige i landet idet de har vundet ligaen 5 gange inden for de sidste 10 år. I 2008 blev Dinamo Riga etableret som en efterfølger til et tidligere hold med samme navn, der blev stiftet i 1946, men lukket i 1995. Dinamo Riga spiller i Kontinental Hockey League og har hjemmebane i Arena Riga.

Udover Ishockey er fodbold også en populær sport. Siden turneringen blev genoptaget i 1991 har Skonto FC, der blev stiftet i 1991, vundet mesterskabet 14 gange (1991-2004), samt cuppen syv gange i samme periode.
Siden 1991 er Riga Maraton blevet afholdt. I 2021 var der ca. 10.000 der fuldførte. Traditionen med maratonløb i Riga blev startet med folkesangsmaratoner i 1980'erne.

## Venskabsbyer
Riga opretholder bypartnerskaber med følgende byer:
| Aalborg, Danmark (1989) | Cairns, Australien  | Santiago de Chile, Chile  |
| Almaty, Kasakhstan      | Firenze, Italien    | Stockholm, Sverige        |
| Amsterdam, Holland      | Kyiv, Ukraine       | Suzhou, Kina              |
| Astana, Kasakhstan      | Kobe, Japan         | Sankt Petersborg, Rusland |
| Beijing, Kina           | Moskva, Rusland     | Taipei, Taiwan            |
| Bordeaux, Frankrig      | Minsk, Hviderusland | Tallinn, Estland          |
| Bremen, Tyskland        | Norrköping, Sverige | Vilnius, Litauen          |
| Dallas, USA             | Pori, Finland       | Warszawa, Polen           |
| Calais, Frankrig        | Rostock, Tyskland   |                           |

## Kendte personer fra Riga
- Mikhail Barysjnikov – berømt danser og skuespiller
- Isaiah Berlin – Oxford-uddannet filosof
- Sergej Eisenstein – russisk filminstruktør
- Heinz Erhardt – tysk komiker
- Laila Freivalds – svensk udenrigsminister
- Meinhard von Gerkan – arkitekt
- Artūrs Irbe – ishockeyspiller i NHL
- Mariss Jansons – dirigent
- Ivans Klementjevs – politiker og kanosprinter
- Jānis Lūsis – fire gange olympisk deltager
- Aaron Nimzowitsch – af mange anset for historiens største skakteoretiker
- Wilhelm Ostwald – kemiker, nobelprisvinder (1909)
- Sandis Ozoliņš – ishockeyspiller i NHL
- Raimonds Pauls – pianist og komponist
- Arkady Raikin – sovjetisk komiker
- Mikhail Tal – den ottende verdensmester i skak
- Vaira Vīķe-Freiberga – Letlands sjette præsident
- Sergei Zholtok – ishockeyspiller i NHL